# Campeonato Mundial de Atletismo Sub-20 de 2016 - Arremesso de peso masculino
A prova do arremesso de peso masculino do Campeonato Mundial de Atletismo Sub-20 de 2016 ocorreu no dia 19 de julho em Bydgoszcz, na Polônia. 

## Recordes
Antes desta competição, os recordes mundiais e do campeonato nesta prova eram os seguintes:
|     | Nome       | Nacionalidade | Distância | Local     | Data                 |
| --- | ---------- | ------------- | --------- | --------- | -------------------- |
| WJR | Jacko Gill | Nova Zelândia | 23.00 m   | Auckland  | 18 de agosto de 2013 |
| CR  | Jacko Gill | Nova Zelândia | 22.20 m   | Barcelona | 11 de julho de 2012  |

## Medalhistas
| Ouro                | Prata                | Bronze                 |
| Andrei Toader (ROU) | Bronson Osborn (USA) | Wictor Petersson (SWE) |

## Cronograma
Todos os horários são locais (UTC+1).
| Data        | Hora  | Evento       |
| ----------- | ----- | ------------ |
| 19 de julho | 09:35 | Qualificação |
| 19 de julho | 20:00 | Final        |

## Resultados

### Qualificação
Qualificação: 19,40 m (Q) ou pelo menos melhor 12 qualificado (q) 
Grupo A
| Posição | Atleta                     | Nacionalidade      | Tentativas | Tentativas | Tentativas | Resultados | Notas |
| Posição | Atleta                     | Nacionalidade      | 1          | 2          | 3          | Resultados | Notas |
| ------- | -------------------------- | ------------------ | ---------- | ---------- | ---------- | ---------- | ----- |
| 1       | Konrad Bukowiecki          | Polónia            | 21.73      |            |            | 21.73      | Q     |
| 1       | Adrian Piperi              | Estados Unidos     | 19.37      | 19.57      |            | 19.57      | Q     |
| 2       | Cedric Trinemeier          | Alemanha           | x          | 19.22      |            | 19.22      | q     |
| 3       | Wictor Petersson           | Suécia             | 18.80      | x          | 18.09      | 18.80      | q     |
| 4       | Burger Lambrechts, Jr.     | África do Sul      | 18.44      | x          | 17.42      | 18.44      | q     |
| 5       | Sanjae Lawrence            | Jamaica            | x          | 18.26      | 17.92      | 18.26      |       |
| 6       | Paulius Gelazius           | Lituânia           | 17.40      | 18.02      | x          | 18.02      |       |
| 7       | Marius Constantin Musteata | Roménia            | x          | 17.91      | 17.58      | 17.9       |       |
| 8       | Shinichi Yukinaga          | Japão              | 17.40      | 17.73      | x          | 17.73      |       |
| 9       | Jose Miguel Ballivian      | Chile              | 17.02      | 17.60      | 17.59      | 17.60      |       |
| 10      | Giorgi Mujaridze           | Geórgia            | 16.92      | 17.18      | 16.02      | 17.18      |       |
| 11      | Odisseas Mouzenidis        | Grécia             | x          | x          | 16.66      | 16.66      |       |
| 12      | Leonardo Fabbri            | Itália             | 16.39      | x          | x          | 16.3'      |       |
| 13      | Raiarii Thompson           | Polinésia Francesa | x          | x          | x          | NM         |       |
| 15      | Jander Heil                | Estónia            | x          | x          | x          | NM         |       |

Grupo B
| Posição | Atleta                   | Nacionalidade  | Tentativas | Tentativas | Tentativas | Resultados | Notas  |
| Posição | Atleta                   | Nacionalidade  | 1          | 2          | 3          | Resultados | Notas  |
| ------- | ------------------------ | -------------- | ---------- | ---------- | ---------- | ---------- | ------ |
| 1       | Andrei Toader            | Roménia        | 21.26      |            |            | 21.26      | Q, NJR |
| 2       | Szymon Mazur             | Polónia        | 17.99      | 19.64      |            | 19.64      | Q      |
| 3       | Bronson Osborn           | Estados Unidos | 18.48      | 19.63      |            | 19.63      | Q      |
| 4       | Marcus Thomsen           | Noruega        | 18.01      | 18.47      | 19.34      | 19.34      | q      |
| 5       | Tobias Kohler            | Alemanha       | 19.12      | x          | 18.57      | 19.12      | q      |
| 6       | Jason van Rooyen         | África do Sul  | 18.53      | 18.79      | x          | 18.79      | q      |
| 7       | Shehab Mohamed Abdalaziz | Egito          | 16.02      | 17.00      | 18.65      | 18.65      | q,     |
| 8       | Wout Zijlstra            | Países Baixos  | 17.79      | 17.98      | 18.20      | 18.20      |        |
| 9       | Jose Lorenzo Hernandez   | Espanha        | x          | x          | 17.92      | 17.92      |        |
| 10      | Panu Tirkkonen           | Finlândia      | 17.55      | x          | x          | 17.55      |        |
| 11      | Konstadinos Hatzimihail  | Grécia         | 15.41      | 17.49      | 16.45      | 17.49      |        |
| 12      | Kert Piirimae            | Estónia        | 17.45      | 17.45      | x          | 17.45      |        |
| 13      | Ivan Kariuk              | Ucrânia        | 16.47      | 17.32      | 17.07      | 17.32      |        |
| 14      | Joseph Maxwell           | Canadá         | x          | 16.85      | x          | 16.84      |        |
| 15      | Kevin Nedrick            | Jamaica        | 16.63      | x          | x          | 16.63      |        |
| 16      | Otoniel Badjana          | Guiné-Bissau   |            |            |            | DNS        |        |

### Final
A prova final foi realizada no dia 19 de julho às 20:00. 
| 1                 | Konrad Bukowiecki        | Polónia        | 22.46 | x     | 23.34 | x     | 23.34 | WJR, DSQ        |  |  |
| Medalha de ouro   | Andrei Toader            | Roménia        | 21.97 | 22.30 | x     | 21.43 | 22.30 | NJR             |  |  |
| Medalha de prata  | Bronson Osborn           | Estados Unidos | 20.24 | x     | 21.27 | 20.82 | 21.27 | Recorde pessoal |  |  |
| Medalha de bronze | Wictor Petersson         | Suécia         | 17.63 | 20.51 | 20.65 | 19.60 | 20.65 | Recorde pessoal |  |  |
| 4                 | Adrian Piperi            | Estados Unidos | x     | 20.21 | 20.48 | 20.62 | 20.62 | Recorde pessoal |  |  |
| 5                 | Szymon Mazur             | Polónia        | 19.45 | 19.74 | 20.40 | x     | 20.40 | Recorde pessoal |  |  |
|                   |                          |                |       |       |       |       |       |                 |  |  |
| 6                 | Tobias Kohler            | Alemanha       | 19.72 | 19.76 | x     |       | 19.76 | Recorde pessoal |  |  |
| 7                 | Burger Lambrechts, Jr.   | África do Sul  | 19.61 | x     | 19.39 | 19.61 |       |                 |  |  |
| 8                 | Marcus Thomsen           | Noruega        | 18.70 | x     | 19.39 | 19.39 |       |                 |  |  |
| 9                 | Jason van Rooyen         | África do Sul  | 17.92 | x     | 19.38 | 19.38 |       |                 |  |  |
| 10                | Cedric Trinemeier        | Alemanha       | x     | 19.07 | 18.71 | 19.07 |       |                 |  |  |
| 11                | Shehab Mohamed Abdalaziz | Egito          | 17.80 | 17.74 | 17.12 | 17.80 |       |                 |  |  |

Legenda
| Recorde mundial       | Recorde mundial (World record)               |                       | Recorde africano                      | Recorde africano (African) |                                           | Q | Classificado por posição (Qualified) |
| Recorde do campeonato | Recorde do campeonato (Championship record)  | Recorde da América    | Recorde da América (Americas)         | q                          | Classificado por melhor tempo (Qualified) |   |                                      |
| Melhor marca do ano   | Melhor marca do ano (World leading)          | Recorde asiático      | Recorde asiático (Asian)              | DNS                        | Não largou (Did not start)                |   |                                      |
| Recorde nacional      | Recorde nacional (National record)           | Recorde europeu       | Recorde europeu (European)            | DNF                        | Não terminou (Did not finish)             |   |                                      |
| Recorde pessoal       | Recorde pessoal do atleta (Personal best)    | Recorde da Oceania    | Recorde da Oceania (Oceania)          | DSQ / DQ                   | Desclassificado (Disqualified)            |   |                                      |
| Recorde da temporada  | Recorde da temporada do atleta (Season best) | Recorde sul-americano | Recorde sul-americano (South America) | NM                         | Sem marca (No mark)                       |   |                                      |